# CADM3
جزيء الالتصاق الخلوي 3 هو بروتين يُشَفر بواسطة جين CADM3 في الإنسان.
IGSF4B عبارة عن بروتين خاص بالدماغ متعلق بجزيئات الالتصاق الخلوية الخلوية المستقلة المعروفة باسم نكتين.

## روابط خارجية
- تفاصيل أكثر عن CADM3 على موقع متصفح جينوم جامعة كاليفورنيا سانتا كروز [الإنجليزية].